# Château de Rochefort (Besson)
Le château de Rochefort est un édifice situé à Besson, en France.

## Localisation
Le château se trouve sur le territoire de la commune de Besson, dans le département de l'Allier, en région Auvergne-Rhône-Alpes. Il est situé non loin du château de Ris, de l'autre côté de la D 533.

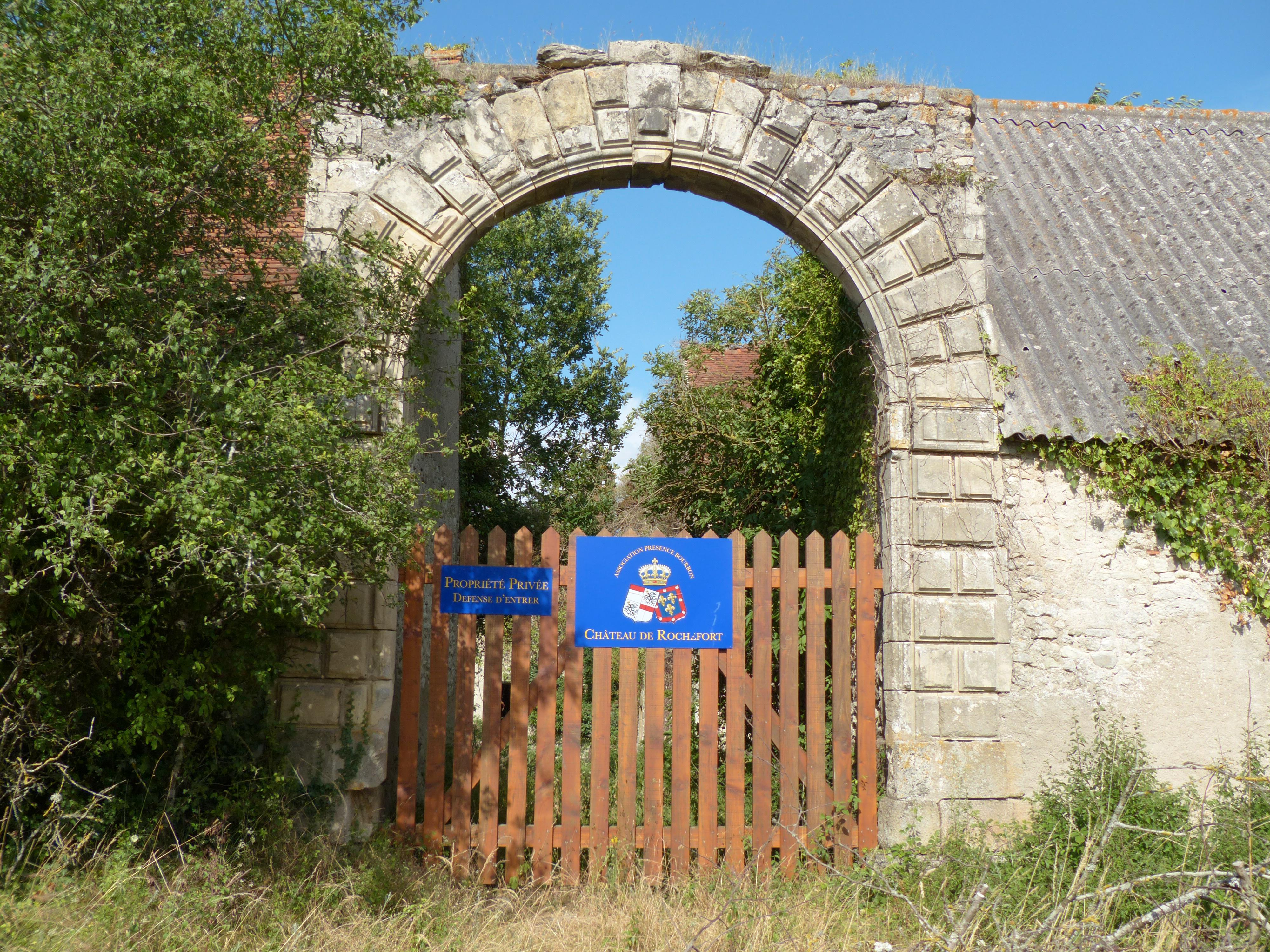
Portail d'entrée à bossages du château de Rochefort.

## Description
Le château est actuellement en ruines. Il reste cependant de l’ancienne forteresse un donjon circulaire avec une imposante tour de guet à contreforts, surmontée d’un clocheton et d’une porte de la courtinelle. Elle est constituée d’un corps de logis flanqué de tours et de communs.

## Historique
Le château est une forteresse médiévale qui aurait pu être construite au XIIIe siècle. Le logis date du XVe siècle. Le fief appartenait en 1560 à maistre Jean Feydeau, chastelain de Moulins, l’un des nobles du Bourbonnais acquis à la cause protestante. L’édifice appartenait encore à cette même famille en 1646 quand Aimée Feydeau épousa, en la chapelle du château de Rochefort, le forézien Claude de Berthelas, écuyer, seigneur de Saint-Haon,.
Le château appartient aujourd'hui à Charles-Henri de Lobkowicz, comme trois autres châteaux situés sur la même commune.
L'édifice est inscrit au titre des monuments historiques en 1928.